# Eryon
L'erione (gen. Eryon) è un crostaceo estinto appartenente ai malacostraci decapodi. Visse dal Giurassico inferiore al Cretaceo inferiore (195-110 milioni di anni fa). I suoi resti sono stati ritrovati in vari giacimenti d'Europa, in particolare il ben noto lagerstätte di Solnhofen (Germania).

## Descrizione
Questo artropode era lungo circa una dozzina di centimetri. Il cefalotorace di questa forma era protetto da un carapace pentagonale o esagonale, largo e dai bordi taglienti. Il margine anteriore era corto e sprovvisto di rostro, con spine notevolmente sviluppate; gli occhi posti su peduncoli, erano composti e di discrete dimensioni. La superficie dorsale del carapace era gibbosa e presentava una cresta longitudinale mediana; questa cresta proseguiva lungo i sei segmenti dell'addome, che era più stretto del cefalotorace ma più o meno della stessa lunghezza. La coda (telson) era costituita da una spina corta, circondata da due lame ovali a formare una sorta di ventaglio. Le appendici dell'erione includevano due corte antenne, due chele lunghe e strette e cinque paia di zampe (pereiopodi): le prime quattro paia terminavano in piccole chele, mentre il quinto paio aveva essenzialmente caratteristiche deambulatorie.

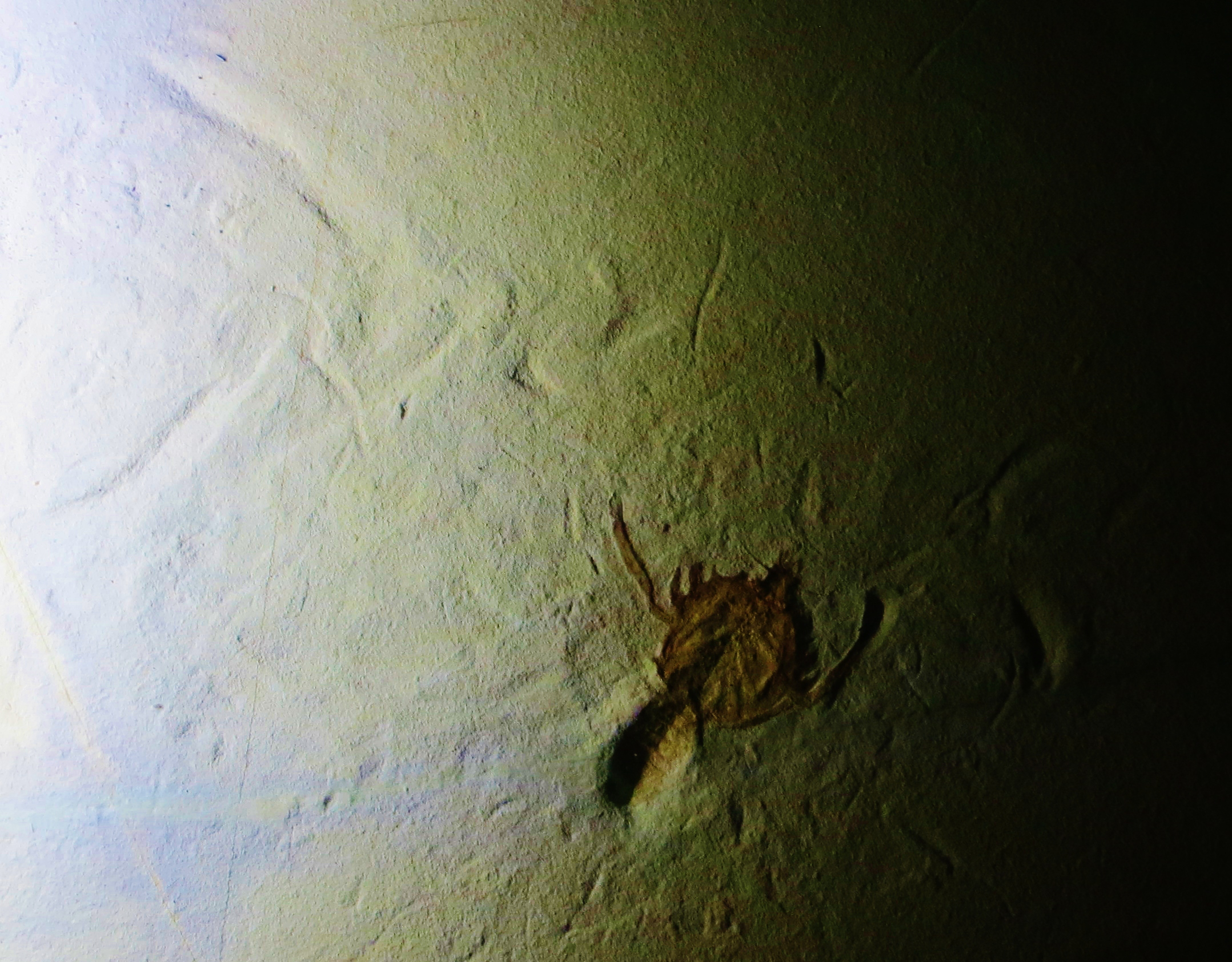
Fossile di Eryon con traccia

## Stile di vita
L'erione viveva in lagune marine o in acque poco profonde e costiere, nutrendosi di piccoli organismi. Dal momento che i suoi parenti attuali vivono a grandi profondità, si presume che l'erione o una forma a esso simile sia migrata, nel corso del Cretaceo, da ambienti costieri fino a raggiungere gli abissi oceanici. Non è noto il motivo di questo cambio di habitat.

## Fossili
I fossili migliori di Eryon si rinvengono nel deposito a conservazione eccezionale di Solnhofen, la laguna pietrificata rinvenuta in Baviera. Sono numerosi gli esemplari completi di questi animali. La specie più nota è Eryon arctiformis. Altre forme a esso simili includono Cycleryon, rinvenuto anch'esso a Solnhofen, e Coleia, comune in vari giacimenti italiani.